# Serge Barranx
Serge Barranx est le nom de plume de François Vignau, écrivain français né à Montfort-en-Chalosse le 5 novembre 1852 et mort à Bergerac le 11 avril 2006.

## Présentation
Fils de François Vignau, négociant, et d'Élizabeth Latappy, François Vignau dit Serge Barranx en littérature est l'auteur de romans régionalistes et d'articles divers. Une grande partie de ses écrits a été publiée par Hippolyte Lecène et Hilaire Oudin, spécialisés dans l'édition de livres destinés aux prix des écoles et d'étrennes.
Il contribue à créer le mythe d'une « école littéraire d'Hossegor » dans l'ouvrage collectif Nos Landes, édité en 1927.
L'Académie française lui décerne le prix Montyon en 1931, le prix d'Académie en 1937 et le prix Jules-Davaine en 1946.

## Publications
- Hors du sillon, illustrations, Paris, coll. « Lecène & Oudin », Société française d'imprimerie et de librairie, [1899].
- Pour le foyer, ill. de R. Malherbe, Paris, Société française d'imprimerie et de librairie (ancienne Librairie Lecène, Oudin et Cie), [1902].
- Notre fille l'artiste !, ill. de R. Malherbe, Paris, Société française d'imprimerie et de librairie (ancienne Librairie Lecène, Oudin et Cie), [1903].
- Sur les ruines, ill. de R. Malherbe, Paris, Société française d'imprimerie et de librairie (ancienne Librairie Lecène, Oudin et Cie), [1905].
- Face à la vie. Roman du retour à la terre, illustrations, Paris, Société française d'imprimerie et de librairie, 1908 ; rééd. 1931.
- Yacha le vagabond, illustrations, Paris, Société française d'imprimerie et de librairie (ancienne Librairie Lecène, Oudin et Cie), [1908].
- Mes pauvres amis, illustrations, Paris, Société française d'imprimerie et de librairie (ancienne Librairie Lecène, Oudin et Cie), [1908].
- Harassoune, roman, préf. de J.-H. Rosny jeune, Paris, Eugène Figuière, 1911 ; rééd. Crès, 1926.
- À nos morts !, s.l., s.n., 1916.
- Notre France ! (1914-1915) : drame patriotique, 5 actes, 6 tableaux..., Paris, Société française d'imprimerie et de librairie , [1917].
- La Volonté de vivre, Paris, Société française d'imprimerie et de librairie, 1920.
- La Daüne, coll. « Le Roman », Paris, Albin Michel, 1923.
- La Montée de Jean Girou, Paris, Éditions de la Vraie France, 1926.
- [collectif] Nos landes : vision d'ensemble sur le Pays landais, avec Jean Rameau et Albert Larroquette, Mont-de-Marsan, Éditions de la librairie D. Chabas, 1927.
- Manette Rollin. Elles au seuil du Destin. Roman landais, Paris, J. Ferenczi, 1928.
- La Nore, Paris, J. Ferenczi, 1930.
- Elle gardait le foyer, Société française d'imprimerie et de librairie, [1930].
- La Sombre Route, Société française d'imprimerie et de librairie, [1934].
- L'Homme qui regarda la vie : Gustave Geffroy, Société française d'imprimerie et de librairie, [1935].
- Reine Desmares a trouvé sa voie, coll. « Ma bibliothèque », Société française d'imprimerie et de librairie, [1938].
- Mouleydier, village martyr, avec trois compositions d'Émile Beaume, Bordeaux, éd. Bière, 1945.
- Le Feu est dans la lande, Bordeaux, Delmas, 1945.
- Francis Planté : une belle vie, un grand artiste, Mont-de-Marsan, J. Lacoste, 1958.

Sans date :
- Par le travail, ill. de R. Malherbe, Société française d'imprimerie et de librairie, s.d.
- Vieilles Murailles de France, ill. de 12 eaux-fortes, Société française d'imprimerie et de librairie, s.d.
- Les contemporains, Société française d'imprimerie et de librairie, s.d.